# 圣佩德罗德尔罗梅拉尔
圣佩德罗德尔罗梅拉尔，是西班牙坎塔布里亚的一个市镇。总面积57平方公里，总人口621人（2001年），人口密度11人/平方公里。